# Selección sexual en la evolución del ser humano

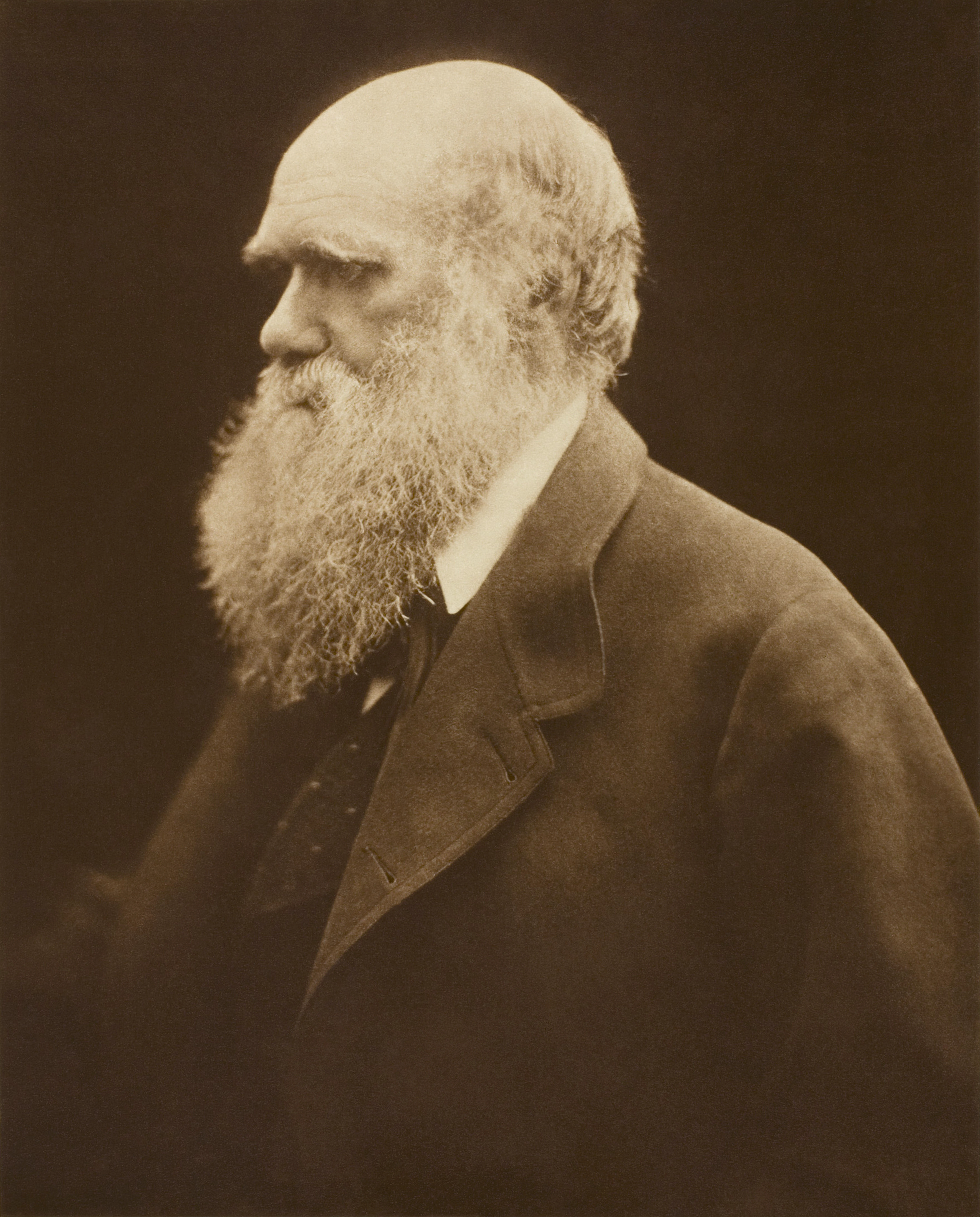
Charles Darwin conjeturó que la barba varonil fue el producto de la selección sexual en tiempos prehistóricos

Selección sexual en la evolución del ser humano concierne el concepto de la selección sexual, introducido por Charles Darwin como un elemento de su teoría de la selección natural, que describe en que manera la selección sexual se afecta a seres humanos. No se ha establecido con firmeza el papel de la selección sexual en la evolución humana aunque se ha citado la neotenia en humanos como causa de la selección sexual humana. También se ha sugerido que el cerebro humano es un producto de la selección sexual, o sea que se ha desarrollado como un ornamento sexual por uso en cortejar hembras, a cambio de haberse desarrollado por la necesidad de sobrevivir, y que este desarrollo se ha conformado con el modelo de Fisherian runaway resumido por Ronald Fisher en la parte temprana del siglo XX.

## Conjeturas generales
Algunas conjeturas sobre la evolución del cerebro humano sostienen que es un rasgo seleccionado sexualmente, porque en sí mismo no daría la aptitud suficiente cuando se lo considera relativamente a sus altos costos de mantenimiento (por ejemplo entre 20 % y 25 % de la energía y oxígeno consumado por un ser humano).
Richard Dawkins se especuló que la pérdida del hueso de pene en los humanos cuando sí se presenta en otros primates se deba a la selección sexual por hembras mirando por un indicio claro de salud buena en parejas posibles. Dado que una erección humana se apoya en un sistema de bombas hidráulicas, un fracaso en poder lograr una erección es una síntoma de aviso temprano muy sensible que revele ciertos problemas de salud física y mental.
Sin embargo el papel de la selección sexual en la evolución humana no se pueda establecer definitivamente, un rasgo quizás resulte de un equilibrio entre presiones selectivas compitiendo entre sí, algunas de la selección sexual, otras de la selección natural y todavía otras de la pleiotropía. En palabras de Richard Dawkins:
«Cuando usted nota una característica de un animal y pregunta cuál es su valor de supervivencia darwiniana, usted puede estar haciendo la pregunta equivocada. Podría ser que la característica que haya elegido no es la que importa. Puede haber "venido de paseo", arrastrada a lo largo de la evolución por alguna otra característica a la que está vinculada pleiotropicamente.»

## Conjetura de la selección sexual de Darwin

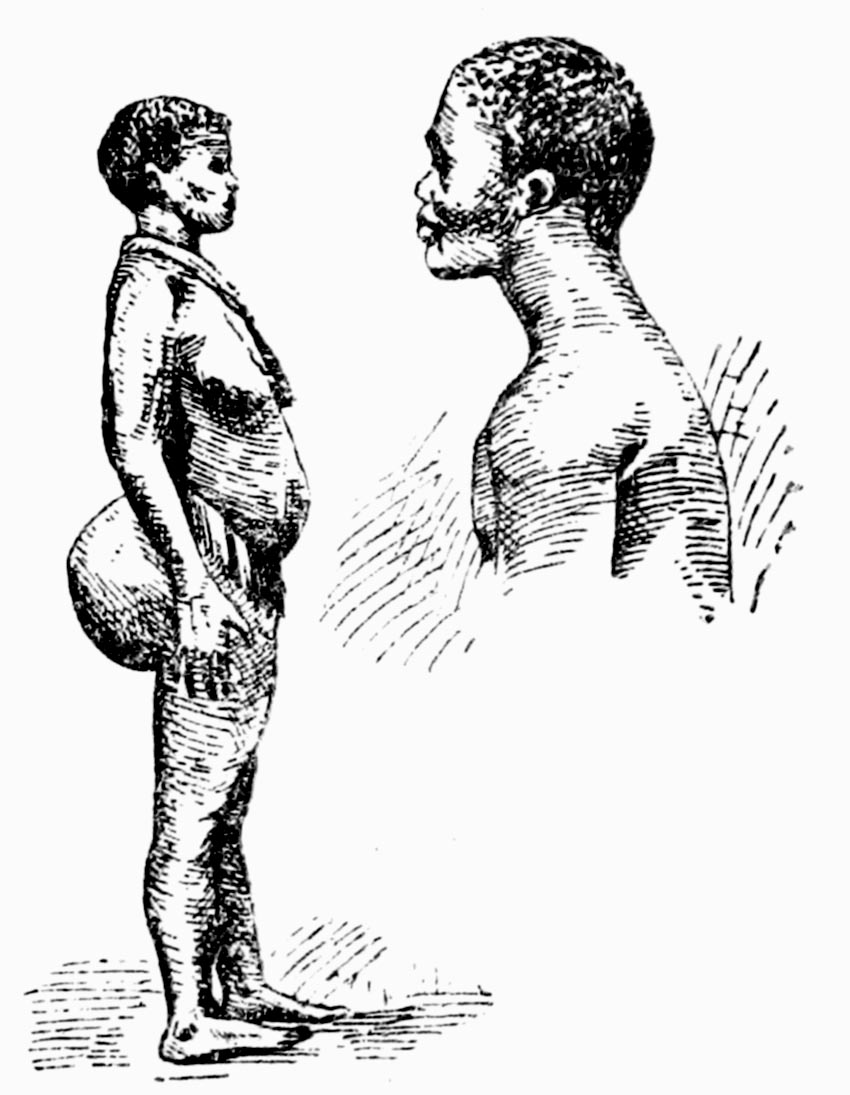
Joisán mujer y hombre (dibujo hecho en 1900). La mujer exhibe esteatopigia.

Charles Darwin describió la selección sexual como algo dependiente de «la ventaja que ciertos individuos tienen por encima de otros del mismo sexo y especie, solamente con respeto a la evolución». Darwin notó que la selección sexual es de dos formas y concluyó que las dos formas hubieran operadas en seres humanos. La lucha sexual se expresa en una de dos formas; en una de los individuos del mismo sexo, generalmente machos, pelean por alejar o matar a sus rivales mientras en la otra las hembras se quedan pasivas; en la otra, la lucha es igualmente entre los individuos del mismo sexo pero esta vez para excitar o para encantar aquellos del sexo opuesto, generalmente las hembras, quienes ya no se quedan pasivas sino que seleccionen los parejos que para ellas parezcan más atractivos.
Charles Darwin conjeturó que la barba de hombres, igual que la falta de pelo en seres humanos comparados con casi todos los demás mamíferos, fuera causada por la selección sexual. Razonó que, dado que los cuerpos de las hembras tienen menos pelo aún de los que tienen los varones, la falta de pelo en seres humanos es debido a la selección sexual de hembras durante un tiempo remoto y prehistórico cuando los varones tuvieron poder selectivo aplastante, y que sin embargo afectó a varones por el correlato genético entre los dos sexos. También conjeturó que contrastes en la selección sexual que actúan al mismo tiempo que la selección natural fueron factores que resaltaron en cómo en los seres humanos ciertos grupos aislados tengan apariencias diferentes debido a la geografía, porque él no creía que la selección natural en sí misma dio una solución satisfactoria a estos contrastes. Aunque no fueron explícitas sus observaciones que las hembras de la tribu Joisán tienen «esteatopigia «donde se asoman las nalgas de una manera maravillosa» implican la selección sexual por esta característica. En El origen del hombre, Darwin vio muchos rasgos físicos, los cuales variaron en partes distintas del mundo, como muy insignificante por la supervivencia que concluyó que las entradas de la selección sexual fueron necesarias para explicar su presencia. Notó que la variación en estos rasgos entre la gente distinta de varias partes del mundo significaba que los seres humanos escojan o seleccionen sus parejas y que sus criterios también tendrían que ser bastante diferente aunque el enfoque sea similar, y Darwin mismo se dudó de esto, citando informes indicando que idea de belleza actualmente no variaron así en partes distintas del mundo.

## Conjetura de Geoffrey Miller
Geoffrey Miller, apoyándose en algunas ideas de Darwin más o menos ignoradas sobre el comportamiento humano, ha conjeturado que muchos comportamientos humanos ni se amarran claramente a los beneficios de supervivencia, como humor, música, las artes visuales, algunas formas de altruismo, creatividad verbal o el hecho que la mayoría de seres humanos tienen un vocabulario más grande que lo necesario para la supervivencia, donde los seres humanos medianos conocen muchas más palabras de las que sean necesarias por la comunicación. Miller (2000) ha propuesto que la redundancia aparente se debe al hecho que las personas usan vocabulario para demostrar su inteligencia, y entonces también sus aptitudes, a parejas potenciales. Se ha probado esto como experimento, y parece que sí, los varones hacen uso más grande de palabras inusuales cuando tienen sus mentes enfocadas en el romance, que sugiera que sea probable que se usa vocabulario como una exhibición sexual (Rosenberg & Tunney, 2008). Todos estos son adaptaciones de cortejar, y que se han favorecidos por la selección sexual.
En aquel punto de vista muchos artefactos humanos se podrían considerar sujetos a la selección sexual como parte del fenotipo extendido, concepto que el biólogo evolutivo Richard Dawkins resumió en su libro de 1982 El fenotipo extendido, por ejemplo ropa que aumenta rasgos que seleccionan sexualmente. Miller critica las teorías que implicaran que la cultura humana se levantó por accidente o como un subproducto de la evolución humana. Él cree que se levantó la cultura humana por el mecanismo de la selección sexual que favorezca rasgos creativos. En por lo menos dos ocasiones durante la evolución humana, el cerebro creció rápidamente durante un período muy corto de tiempo seguido por otro período de estasis. El primer período del incremento del cerebro ocurrió hace 2,5 millones de años, cuando Homo habilis empezó a usar industria lítica por primera vez. El segundo período se ocurrió hace 500.000 años, con la apariencia del viejo Homo sapiens. Miller sostiene que el incremento rápido en el tamaño de los cerebros ocurriera por un circuito de realimentación positiva que resultó en un modelo de selección sexual runaway de Fisher que seleccionara por cerebros más grandes e inteligentes. Tor Nørretranders, en The Generous Man (El Hombre Generoso) conjetura que la inteligencia, la musicalidad, las habilidades artísticas y sociales, y el idioma mismo se evolucionaran como un ejemplo del principio de handicap, análogo con la cola del pavo real, el ejemplo clásico de aquel Fisherian runaway. Otra conjetura propone que la inteligencia humana sea un indicador de salud y resistencia en contra de los parásitos y patógenos, los cuales son malos por las capacidades cognitivas del ser humano.

## Cultura
Antropólogos creen que los «genitales de varones» representan un blanco crítico de la selección sexual, por una fertilización eficaz, y en cuanto a competencia entre espermas, y así se han desarrollado teorías por las razones que causan el hecho que en más o menos 25% de las sociedades se practican algún tipo de mutilación de los genitales de los varones.  En 2008, Charles Wilson, de la Universidad de Cornell, sugirió que en las sociedades donde competencia entre los varones se aguda, esta mutilación reduzca la amenaza de conflictos entre varones por parejas hembras, y así un joven varón quién acepta esta mutilación «gana acceso inmediato a privilegios sociales y sexuales que se sugiere que sobrepasen el costo de la mutilación misma.»
El mismo autor indica que la mutilación genital femenina tal vez juega un papel paradójico que es similar:
«Bajo este ‘conflicto sexual’ conjetura, la mutilación genital de varones tiene un contexto paralelo a mutilación genital femenina. Mujeres que experimentan la mutilación genital de mujeres y quienes sufren de infibulación o de clitoridectomía tienen secuelas sexuales que tendrían a limitar cualquier cópula fuera de la pareja, incluyendo restricción de intromisión y una capacidad reducida para sentir el placer sexual. Este reduzca la incertidumbre paternal de un esposo, y aumenta la confianza y la inversión que el esposo se seleccionado pueda ofrecérsela. Estos beneficios a una mujer y sus hijos parecen que sopesan los costos fuertes de la mutilación en sí misma en sociedades con altos niveles de incertidumbre paternal».

## Dimorfismo sexual
Los hombres tienen generalmente más pelo que las mujeres, un ejemplo de dimorfismo sexual, y Darwin opinó que esta falta de pelo en las hembras fue debido a la selección sexual; sin embargo, hay unas más explicaciones sobre esta pregunta. Una de las más destacadas es que la falta de pelo facilita el sudor. Esta idea es estrechamente relacionada con la necesidad de aumentar fotoprotección, y es también una parte de la explicación científica generalmente aceptada por la evolución de los rasgos de la pigmentación.
Indicar que un rasgo está sujeto a la selección sexual difícilmente se pueda probar usando métodos de correlato, porque estos rasgos quizás se resulten de presiones de selección bastante distintas, algunas sí involucrando la selección sexual, otras de la selección natural, y algunas también sean accidentadas y debidas al pleiotropía. Por ejemplos primates monógamos son conocidos como típicamente exhibiendo muy poco dimorfismo sexual mientras machos grandes con grandes dientes exhiben mucho dimorfismo; sin embargo, poderosos varones con grandes dientes puedan dar también protección contra predadores y tal vez son más grandes por aquella razón, en cambio de serlo para ganar peleas por hembras. Varones y hembras quienes difieren en tamaño puedan especializar, y más plenamente puedan explotar, en recursos de comida diferentes y así se eviten competir entre sí por este recurso; también el tamaño del cuerpo se ayude en evitar predadores y quizás puede también asistir en obtener una pareja a pesar de que con el gran tamaño del cuerpo, el esqueleto de mamíferos se pone más robusto y masivo. Niveles de dimorfismo sexual generalmente se miren como pistas de la selección sexual. Estudios se han mostrado que los primeros homininae fueron altamente dimórficos y que aquella tendencia se disminuyó con el paso del tiempo y el curso de la evolución humana, la cual sugiera que los seres humanos se han hecho más monógamos. En contraste, gorilas que viven en harenes exhiben un dimorfismo mucho más fuerte.
En un estudio se halló una tendencia evolutiva por hombres a tener la alta parte de sus caras relativamente cortas, y esto sugiere que este rasgo se causara la selección sexual, posiblemente por el hecho que mujeres prefieran hombres que sí parecen varones pero que no parecen agresivos.

### Anatomía sexual

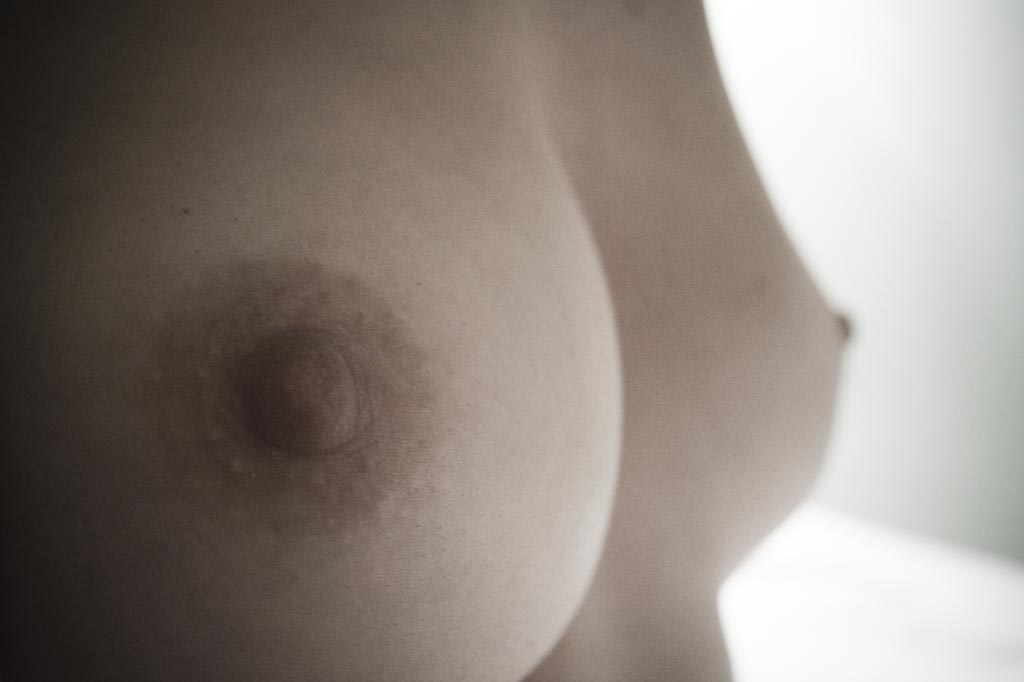
pechos humanos, muy distintos de los de otros primates

La teoría de la selección sexual se ha explicado rasgos varios del cuerpo humano. Estos incluyen pechos redondeados, vello facial, vello púbico y el tamaño del pene. Los pechos de primates son llanos pero se pueden producir bastante leche para alimentar a sus crías. Los pechos de las mujeres, aun cuando no están lactándose, se llenan de tejidos que se llenan de grasa, a cambio de llenarse de leche. Lo redondeo de los pechos de hembras humanas indiquen la fertilidad.
Homo también tenía un pene más grueso que los otros homínides aunque no es más largo de lo del chimpancé. La evolución del pene humano hacia un tamaño más grande se resulta de la selección en hembras y no de la competencia entre esperma, porque esta competencia generalmente favorezca testículos grandes. Sin embargo, el tamaño del pene humano también tal vez apareciera por la selección natural a cambio de por la selección sexual, debido a la eficacia de un pene más grande en desplazar la esperma de un rival varón durante coito. Se mostró en un estudio, por usar un modelo, que el desplazamiento de esperma fue proporcional directamente a la hondura del empuje del pelvis, como un aparato eficaz de desplazamiento.